# Faites vos jeux (film)
Pour plus de détails, voir Fiche technique et Distribution.
Faites-vos jeux (titre original :  Any Number Can Play ) est un film américain réalisé par Mervyn LeRoy et sorti en 1949.

## Synopsis
Le propriétaire de casino Charley Enley Kyng (Clark Gable) reçoit de son médecin le conseil de lever le pied, après avoir été diagnostiqué d’un problème cardiaque. Charley est le support de sa famille, ainsi que celle de sa belle-sœur, Alice (Audrey Totter) et du mari de cette dernière, Robin (Wendell Corey). Charley arrête de boire et de fumer et se décide à passer plus de temps avec sa femme et son fils.
Le beau-frère Robin qui travaille au casino de Charley ne peut pas payer une dette de jeu de 2000$ qu’il doit à un gangster. Ce dernier envoie les gorilles Lew Debretti (Richard Rober) et Frank Sistina (William Conrad) à ses trousses. Robin utilise des dés pipés afin de les faire gagner au craps. Paul (Darryl Hickman), le fils de Charley, exprime sa honte du travail de son père à sa mère Lon (Alexis Smith). Charley essaie d’emmener son fil dans les montagnes pour pêcher mais le garçon refuse. Un couple , les Lorgan, se plaignent d’avoir perdu toutes leurs économies au casino et demandent leur argent de retour. Charley n’est pas d’accord et Lon culpabilise sur la façon dont ils gagnent leur vie.
Charley est déprimé par l’échec de sa vie familiale mais rejette une proposition d’Ada (Mary Astor) qui travaille au casino. Paul est impliqué dans une bagarre du fait du travail de son père et est arrêté. Charley le sort de prison mais Paul ne veut pas lui parler.
Paul suit sa mère au casino. Un gros joueur, Jim Kurstyn (Frank Morgan), est sur le point de gagner assez pour mettre le casino en faillite. Moralement tenu à une certaine équité, Charley refuse de clore le jeu et laisse Kurstyn parier autant qu’il le veut. À la fin du jeu, les sbires du gangster essaie de voler le casino. Avec l’aide de son fils, Charley parvient à maitriser les gorilles. Le père et le fils se réconcilient et la paix familiale est restaurée. Charley parie avec son équipe la gestion du casino. Il perd en dissimulant sa meilleure carte. Charley, Lon et Paul quittent le casino heureux.

## Fiche technique
- Titre : Faites-vos jeux
- Titre original : Any Number Can Play
- Réalisation : Mervyn LeRoy
- Scénario : Richard Brooks d'après un roman de Edward Harris Heth
- Direction artistique :
- Décors : Henry Grace
- Photographie : Harold Rosson]
- Son : Nordwood A. Fenton et Douglas Shearer
- Montage : Ralph E. Winters
- Musique : Lennie Hayton
- Production : Metro-Goldwyn-Mayer
- Société(s) de distribution : Metro-Goldwyn-Mayer
- Budget : 1 363 000 $
- Pays de production :  États-Unis
- Langue : Anglais
- Format : Noir et blanc
- Genre : Drame
- Durée : 112 minutes
- Dates de sortie :
  - États-Unis : 15 juillet 1949
  - France : 2 juin 1950

## Distribution
- Clark Gable : Charley Enley Kyng
- Alexis Smith : Lon Kyng
- Wendell Corey : Robbin Elcott
- Audrey Totter : Alice Elcott
- Frank Morgan : Jim Kurstyn
- Mary Astor : Ada
- Lewis Stone : Ben Gavery Snelerr
- Barry Sullivan : Tycoon
- Marjorie Rambeau : Sarah Calbern
- Edgar Buchanan : Ed
- Leon Ames : Dr. Palmer
- Mickey Knox : Pete Senta
- Richard Rober : Lew "Angie" Debretti
- William Conrad : Frank Sistina
- Darryl Hickman : Paul Enley Kyng
- Caleb Peterson : Sleigh
- Dorothy Comingore : Mrs. Purcell
- Art Baker : Mr. Reardon